# Бляшке, Вильгельм
Вильге́льм Иога́нн Ойген Бля́шке (нем. Wilhelm Johann Eugen Blaschke; 13 сентября 1885, Грац — 17 марта 1962, Гамбург, ФРГ) — австрийский математик, основатель и руководитель Гамбургской геометрической школы, создатель интегральной геометрии, член национальной академии наук и лауреат Государственной премии Германской Демократической Республики.

## Биография
Вильгельм Бляшке родился в 1885 г. в Граце (Австрия). Его отец, Иосиф Бляшке, преподавал начертательную геометрию в местном реальном училище, был образованным математиком, особенно высоко ценившим творчество Якоба Штейнера и живо интересовался вопросами истории науки.
После окончания средней школы Вильгельм Бляшке сначала учился в Грацском, а затем в Венском университете, где его учителем был известный геометр Виртингер. Получив в 1908 году докторскую степень, В. Бляшке несколько лет странствовал по разным университетам, стремясь усовершенствовать свои знания под руководством крупнейших геометров мира. Он слушал лекции Штуди в Боннском университете, работал под руководством Бьянки в университете в Пизе, работал в университете в Грейфсвальде (Северная Германия) с Энгелем и учился у Гильберта и Клейна в Гёттингенском университете.
Преподавательскую деятельность В. Бляшке начал доцентом в Боннском университете. Затем он переменил целый ряд высших учебных заведений (в Грейфсвальде, Праге, Лейпциге, Кёнигсберге, Тюбингене), не задерживаясь ни в одном из них на сколько-нибудь длительный срок. Из университетов и институтов, где он преподавал в молодости, В. Бляшке охотнее всего вспоминал впоследствии Высшую техническую школу в Праге, где в 1913—1915 годах он работал на одной кафедре с Густавом Герглоцем.
В 1919 году В. Бляшке был приглашён профессором вновь открытого Гамбургского университета, — и здесь он оставался вплоть до самой смерти. Дважды (в 1926 и 1941 годах) В. Бляшке избирался деканом математико-естественного факультета этого университета, а в 1927/1928 г. он был даже ректором Гамбургского университета. В течение долгих лет В. Бляшке являлся руководителем математического семинара Гамбургского университета. Он был основателем (и в течение многих лет — главным редактором) издаваемых этим семинаром «Трудов» (Hamburger Abhaundlungen). Обладал замечательным педагогическим талантом.
Воспитал многих выдающихся геометров, включая
Шпернера,
Черна,
Сантало,
Хадвигера
и Фейеш Тота.
В. Бляшке любил путешествовать и читал лекции в Италии и в Испании, в Турции и в Латинской Америке. Он неоднократно бывал в СССР. Он принимал участие в I Всесоюзном математическом съезде в Харькове в 1930, в III Всесоюзном математическом съезде в Москве в 1956 и в Международной конференции по тензорной дифференциальной геометрии в Москве в 1934 г.

## Политика
В. Бляшке был членом нацистской партии. В период фашистского господства в Германии он сделал несколько заявлений, о которых он имел все основания сожалеть впоследствии. В ноябре 1933 года подписал декларацию немецких профессоров в поддержку Адольфа Гитлера.

## Вклад
В 1912 году В. Бляшке дал, возможно, самое элегантное доказательство неизгибаемости замкнутых гладких выпуклых поверхностей.
В книге «Круг и шар», вышедшей на немецком языке в 1916 году, создал важный метод доказательства теорем о выпуклых телах, где по-видимому независимо введена метрика Хаусдорфа.
Ключевое утверждение, на котором базируется тот метод, сейчас называется теоремой выбора Бляшке.
В 1938 году вместе со своим учеником Герритом Болем опубликовал книгу «Геометрия тканей», основная идея которой состоит в построении «топологической дифференциальной геометрии», то есть в изучении тех локальных дифференциально-геометрических свойств геометрических объектов, которые сохраняются при топологических преобразованиях.
За последующие 70 лет в этом направлении написано огромное количество работ, лежащих на стыке геометрии и алгебры.
В середине 1930-х годов Бляшке и его ученики
(аргентинец Сантало,
румын Мендель Хаймович,
швейцарец Хадвигер
и работающий в США китаец Черн)
создали так называемую «интегральную геометрию» — науку, тесно связанную с более старыми исследованиями о так называемых «геометрических вероятностях», то есть о мерах во множествах различных геометрических объектов.
По прошествии 70 лет эта область геометрии продолжает активно развиваться и поражает глубиной и богатством своих идей.

## Книги

### Переведённые на русский язык
- Бляшке, В. Круг и шар / пер. с нем. В. А. Залгаллера и С. И. Залгаллер. — М.: Наука, 1967.
- Дифференциальная геометрия, М.: ОНТИ, 1935
- Лекции по интегральной геометрии, Успехи мат. наук, вып. 5 (1938), с. 96—149
- Введение в дифференциальную геометрию, М.: Гостехиздат, 1957; 2е изд. — Ижевск: Регулярная и хаотическая динамика, 2000 [ISBN 5-7029-0342-0]
- Греческая и наглядная геометрия, Математическое просвещение, вып. 2 (1957), с. 111—130; вып. 3 (1958), с. 101—138
- Введение в геометрию тканей, М. Физматгиз, 1959

### Другие
- Gesammelte Werke, Thales, Essen 1985
- Vorlesungen über Differentialgeometrie, 3 Bde., Springer, Grundlehren der mathematischen Wissenschaften 1921—1929 (Bd.1 Elementare Differentialgeometrie, Bd.2 Affine Differentialgeometrie, Bd.3 Differentialgeometrie der Kreise und Kugeln, 1929)
- Nicht-Euklidische Geometrie und Mechanik I, II, III. Leipzig : B.G.Teubner (1942)
- Zur Bewegungsgeometrie auf der Kugel. In: Sitzungsberichte der Heidelberger Akademie der Wissenschaften (1948)
- Kinematik und Quaternionen. Berlin : VEB Deutscher Verlag der Wissenschaften (1960)
- mit Kurt Leichtweiß: Elementare Differentialgeometrie. Berlin : Springer (5. Aufl. 1973)
- Reden und Reisen eines Geometers. Berlin : VEB Deutscher Verlag der Wissenschaften (1961; 2., erw. Aufl.)
- Mathematik und Leben, Wiesbaden, Steiner 1951
- Projektive Geometrie, 3.Aufl., Birkhäuser 1954
- Analytische Geometrie, 2.Aufl., Birkhäuser 1954
- Vorlesungen über Integralgeometrie, VEB, Berlin 1955
- Ebene Kinematik, Oldenbourg, München 1956
- mit Gerrit Bol Geometrie der Gewebe. Topologische Fragen der Differentialgeometrie, Grundlehren der mathematischen Wissenschaften, Springer 1938
- Griechische und anschauliche Geometrie, Oldenbourg 1953